# Ceratopogon singularis
Ceratopogon singularis är en tvåvingeart som först beskrevs av Santos Abreu 1918.  Ceratopogon singularis ingår i släktet Ceratopogon och familjen svidknott.
Artens utbredningsområde är Kanarieöarna. Inga underarter finns listade i Catalogue of Life.